# Joonas Henttala
Joonas Henttala (Porvoo, 17 september 1991) is een Fins voormalig wielrenner die in 2023 zijn carrière afsloot bij Team Novo Nordisk, na elf seizoenen voor die ploeg te hebben gereden. Net als de rest van die ploeg lijdt hij aan diabetes mellitus.

## Carrière
Toen Henttala tien jaar was werd hij gediagnosticeerd met suikerziekte. In 2013 tekende hij een profcontract bij Team Novo Nordisk. Zijn debuut voor de ploeg maakte hij in de Trofeo Palma, waar hij op plek 83 eindigde. Zijn debuut in de World Tour volgde in 2015 in Milaan-San Remo. Die koers zou hij later in zijn carrière nog driemaal rijden.
In 2014 werd hij tweede op het Fins wegkampioenschap, achter Jussi Veikkanen. Zeven jaar later won hij de nationale titel wel.

### Privéleven
Op 26 oktober 2019 trouwde hij met wielrenster Lotta Lepistö. In januari 2022 beviel zij van hun zoon.

## Overwinningen
2009
 Fins kampioen op de weg, Junioren
2021
 Fins kampioen op de weg, Elite

## Resultaten in voornaamste wedstrijden
| Jaar | Milaan-San Remo | Ronde van Almaty | Brabantse Pijl | Japan Cup |
| ---- | --------------- | ---------------- | -------------- | --------- |
| 2013 |                 | 58e              |                |           |
| 2014 |                 | opgave           | opgave         |           |
| 2015 | 146e            |                  | 68e            |           |
| 2016 | 151e            |                  |                |           |
| 2017 |                 |                  |                |           |
| 2018 | 116e            |                  | 97e            | opgave    |
| 2019 | 139e            |                  |                | opgave    |
| 2020 |                 |                  | opgave         |           |
| 2021 |                 |                  |                |           |
| 2022 |                 |                  |                | opgave    |

## Ploegen
- 2013 –  Team Novo Nordisk
- 2014 –  Team Novo Nordisk
- 2015 –  Team Novo Nordisk
- 2016 –  Team Novo Nordisk
- 2017 –  Team Novo Nordisk
- 2018 –  Team Novo Nordisk
- 2019 –  Team Novo Nordisk
- 2020 –  Team Novo Nordisk
- 2021 –  Team Novo Nordisk
- 2022 –  Team Novo Nordisk
- 2023 –  Team Novo Nordisk

Ambrose · Cherhal · Clancy · Cremers · De Mesmaeker · Dilley · Glasspool · Henttala · de Keijzer · Lefrançois · Lozano · Mejías · Peron · Planet · Raeymaekers · Strobel · Verschoor · Williams · Kamstra (stagiair)
Ambrose · Benhamouda · Cherhal · Clancy · Cremers · De Mesmaeker · Dilley · Glasspool · Henttala · Kamstra · de Keijzer · Lefrançois · Lozano · Mejías · Peron · Planet · Verschoor · Williams · van IJzendoorn (stagiair) · Valognes (stagiair)
Benhamouda · Calabria · Cherhal · Clancy · Gioux · Henttala · van IJzendoorn · Kamstra · de Keijzer · Lozano · McClure · Mejías · Peron · Planet · Poli · Valognes · Verschoor · Williams · Brand (stagiair)
Benhamouda · Brand · Calabria · Clancy · Gioux · Henttala · van IJzendoorn · Kamstra · Lozano · McClure · Mini · Peron · Planet · Poli · Valognes · Williams
Beadle · Benhamouda · Brand · Ceurens · Clancy · Dauge · de Keijzer · Dunnewind · Henttala · Irvine · Kopecký · Kusztor · Lozano · Peron · Phippen · Planet · Poli · Ridolfo
Beadle · Brand · Ceurens (tot 24/5) · Clancy · Dauge · De Graeve (vanaf 7/6) · de Keijzer · Dunnewind · Henttala · Irvine · Kopecký · Kusztor · Lozano · Peron · Phippen · Planet · Poli · Ridolfo · Saidov